# إيغود
إيغود، هي مدينة في  إقليم اليوسفية، مراكش آسفي، المغرب. بلغ عدد سكانها حسب إحصاء عام 2004 حوالي 1475 نسمة.